# Gesamtäthiopische Einheitsorganisation
Die Gesamtäthiopische Einheitsorganisation, (auch All-Äthiopische Einheits-Partei, amharisch የመላ ኢትዮጵያ አንድነት ድርጅት, transkribiert YeMela Ityopya Andinet Deredjet (መኢአድ), englisch All Ethiopia Unity Organization; Abkürzung AEUO) war eine oppositionelle politische Partei in der Demokratischen Bundesrepublik Äthiopien. Sie ging 2021 in der neu gegründeten Oppositionspartei Äthiopische Bürger für Soziale Gerechtigkeit auf.
Bei den Parlamentswahlen am 15. Mai 2005 trat die Partei als Teil der Koalition für Einheit und Demokratie an, die 109 der 527 Sitze im Volksrepräsentantenhaus gewann. Die All-Äthiopische Einheitsorganisation gewann bei den Parlamentswahlen mit 8,18 Prozent der Wählerstimmen 43 Sitze und war damit die größte Partei innerhalb der Koalition für Einheit und Demokratie sowie die größte Oppositionspartei im äthiopischen Parlament überhaupt. Von diesen 43 Parlamentssitzen gingen 42 an männliche Abgeordnete und nur einer an eine weibliche Abgeordnete.